# Morgengrauen (Selahattin Demirtaş)

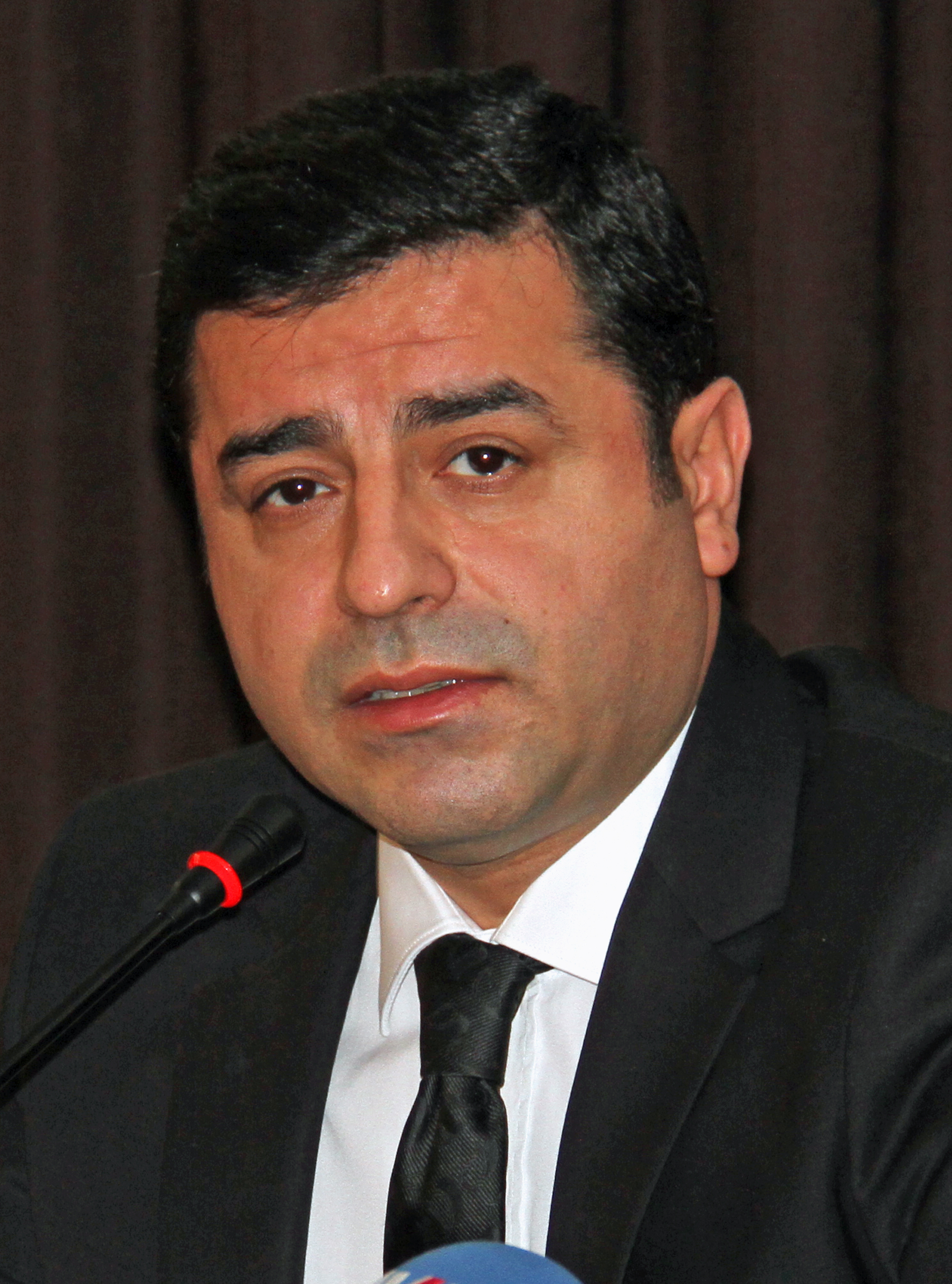
Selahattin Demirtaş, Autor des Buchs, im Jahr 2015, als er Vorsitzender der Oppositionspartei HDP war

Morgengrauen (türkisch Seher) ist ein Buch mit Kurzgeschichten des türkischen HDP-Politikers Selahattin Demirtaş. Demirtaş schrieb es während seines Aufenthalts in einem Gefängnis in Edirne. Das Buch wurde im September 2017 veröffentlicht. Von der türkischen Ausgabe wurden mehr als 200.000 Exemplare verkauft.
Das Buch enthält zwölf Kurzgeschichten auf 144 Seiten; es sollte sich an die Arbeiterklasse richten und ist weiblichen Gewaltopfern gewidmet. Im Buch enthalten sind zwei Zeichnungen von Demirtaş. Der Einband des Buchs wurde von seiner Schwester Bahar Demirtaş entworfen.

## Rezeption
Der österreichische Standard lobt das Buch in einer Rezension. Auch die Frankfurter Zeitung lobt die Geschichten als anspruchsvoll. Die Zeit beschreibt Demirtaş' Erzählungen als Offenlegung von „Missstände in der Türkei, jedoch ohne dabei eine direkte politische Agenda zu formulieren, geschweige denn Schuldzuweisungen vorzunehmen.“ Für die Wochenzeitung ist das Buch ein hoch literarisches „Plädoyer für die Menschlichkeit“.

## Preise
- Emmanuelle Collas Verlag, Montluc Resistance and Liberty Prize, 2017 (Da zwei Personen den Preis persönlich überreichen und in die Türkei kommen wollten, erlaubten die türkischen Behörden einem der beiden Delegierten die Einreise in die Türkei nicht. Die Behörden behinderten sie auch daran, ihre Anwälte am Flughafen in Istanbul zu sehen, mit der Begründung, dass der Flughafen neu aufgebaut war.)[7]
- PEN International, Translates Award, 2018[8]

## Textausgabe auf Deutsch
- Morgengrauen. Storys. Übersetzt von Gerhard Meier. Penguin Verlag, München 2018, ISBN 978-3-328-60061-9.